# Vaccinium bulleyanum
Vaccinium bulleyanum là một loài thực vật có hoa trong họ Thạch nam. Loài này được (Diels) Sleumer miêu tả khoa học đầu tiên năm 1941.